# 246

246(이백사십육)은 245보다 크고 247보다 작은 자연수다.

## 수학
- 합성수로, 그 약수는 1, 2, 3, 6, 41, 82, 123, 246이다. 진약수의 합은 258이므로, 246은 과잉수다.
  - 제곱 인수가 없는 13번째 과잉수다. 이 성질을 지닌 앞의 수는 222, 다음 수는 258이다. (OEIS의 수열 A087248)
- 24번째 쐐기수다. 앞의 쐐기수는 238, 다음 쐐기수는 255다.
- 15번째 불가촉수다. 앞의 불가촉수는 238, 다음은 248이다.
- 6번째 십팔각수다. 앞의 십팔각수는 165, 다음은 343이다.
- {\displaystyle 83^{2}-1}은 246으로 나누어떨어진다.

## 과학
- NGC 246: 고래자리 방향에 있는 행성상성운.

## 교통
- 일본 246번 국도: 도쿄도 지요다구에서 시즈오카현 누마즈시까지 이어지는 일본의 국도.
- 현도 제246호선

## 군사
- U-246(영어판, 독일어판): 제2차 세계 대전에 사용된 나치 독일의 군용 잠수함.

## 문화유산
- 대한민국의 국보 제246호: 초조본 대보적경 권59
- 대한민국의 보물 제246호: 의성 고운사 석조여래좌상
- 대한민국의 사적 제246호: 경주 재매정

## 방송
- B tv의 OBS W 채널 번호.[1]
- U+ TV의 소상공인시장TV 채널 번호.

## 작품
- 《246》: 더 콰이엇(The Quiett)와 메이크센스(Makesense)의 EP 및 타이틀 트랙. 2009년 1월 30일 출시.
- 《디스트로 246(일본어판)》: 타카하시 케이타로의 만화.

## 기타
- 연도: 246년, 기원전 246년
- 세계에는 약 246개의 나라들이 있다.

1. ↑  LG헬로비전의 OBS W 채널 번호가 같다.